# Tour de Mir
Pour les articles homonymes, voir Mir.
La tour de Mir, ou tour d'en Mir (catalan : torre d'en Mir) est une tour à signaux du XIIIe siècle située sur les hauteurs de Prats-de-Mollo, dans le département français des Pyrénées-Orientales.

## Situation
La tour, qui se situe dans le Haut Vallespir, domine la ville de Prats-de-Mollo-la-Preste à une hauteur de 1 450 m.

## Architecture
La tour haute de 9 m comporte 3 étages. Elle possède un diamètre intérieur de 4,50 m.

## Histoire
La tour se nommait Tour de Casteylar avant d’être renommée Tour de Mir, du nom d’une Métairie. La tour avait pour but d'avertir le village d’un danger.
À la suite d’un échec militaire en 1285 contre Pierre III d’Aragon, Jacques Ier de Majorque fit ériger la tour en même temps que les remparts de Prats-de-Mollo.
La tour fait partie des 14 tours illuminées pour le passage de la flamme olympique des Jeux olympiques de 2024.